# C-234

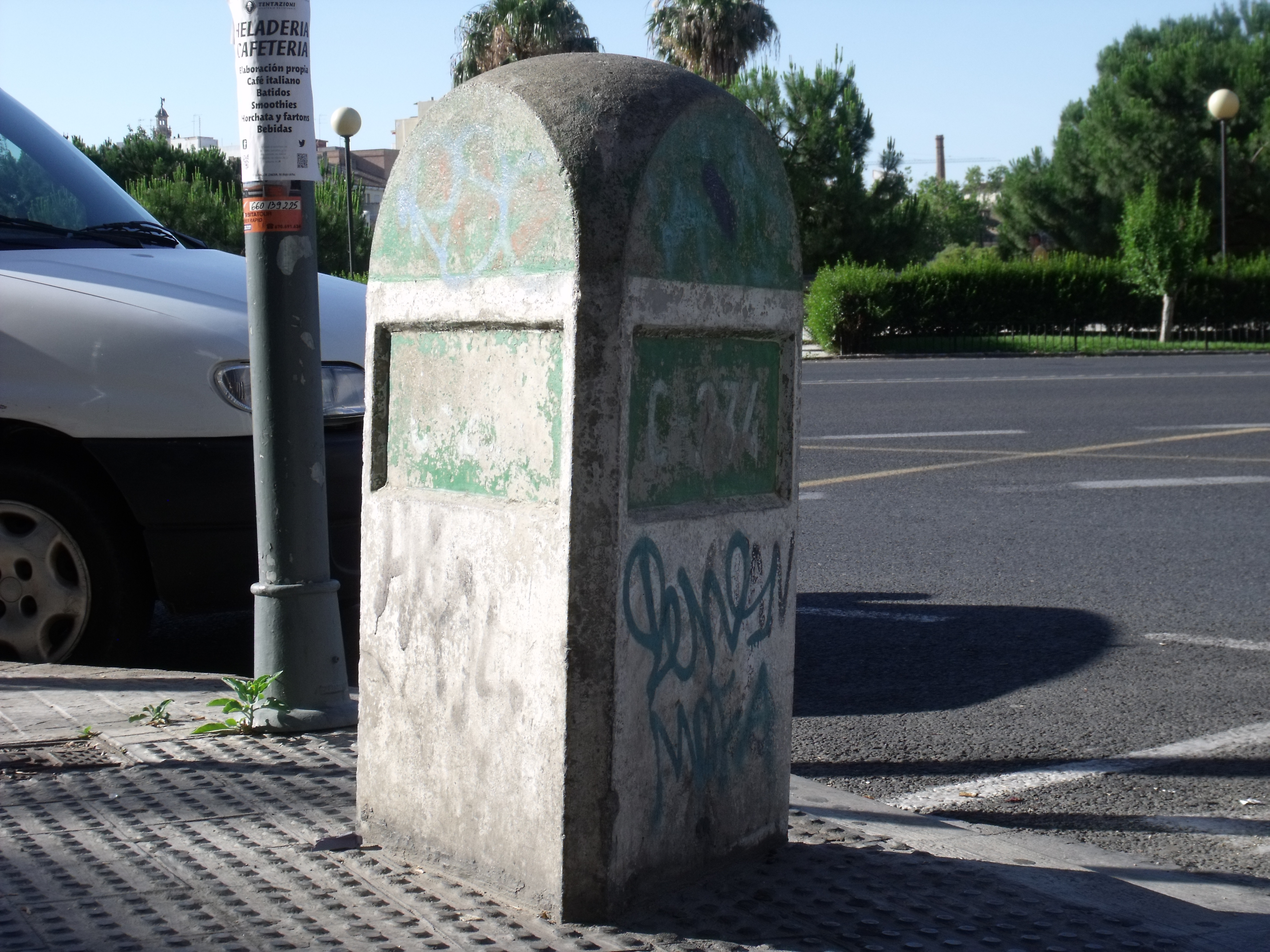
Mojón cero de la antigua C234 en Valencia, en el cruce de la avenida de Burjasot y el Llano de Zaidía.

La C-234 fue una carretera perteneciente a la Red comarcal de carreteras del Estado. Su recorrido comenzaba en la ciudad de Valencia y finalizaba en la localidad de Santa Cruz de Moya junto al enlace con la carretera N-330. Unía las comarcas de Huerta de Valencia, Campo de Turia, Los Serranos y el Rincón de Ademuz.

## Nomenclatura
La antigua carretera C-234 pertenecía a la red de carreteras comarcales del Ministerio de Fomento. Su nombre está formado por: C, que indica que era una carretera comarcal de nivel estatal; y el 234 es el número que recibe según el orden de nomenclaturas de las carreteras comarcales, según donde comiencen, su distancia a Madrid y si son radiales o transversal respecto a la capital.

## Trazado Actual
La C-234 tiene el mismo trazado que la actual CV-35 en la provincia de Valencia que al ser transferida a la Generalidad Valenciana, ha cambiado la nomenclatura. Y el tramo de la provincia de Cuenca se ha renombrado como CM-9221.